# La Position du tireur couché
Cet article concerne le roman. Pour le groupe de musique, voir La Position du tireur couché (groupe).
La Position du tireur couché est un roman noir de Jean-Patrick Manchette, publié en 1981.

## Résumé
Martin Terrier alias « Christian » est un tueur professionnel depuis dix ans. Il exécute un contrat en Angleterre et retourne à Paris où il indique à Cox, son employeur, qu'il arrête son activité. Ensuite, il rejoint sa compagne Axel, à laquelle il annonce qu'il la quitte, puis part à la recherche d'Anne Freux, un amour d'adolescence perdu de vue depuis de longues années.

## Édition
Le roman est publié en 1981 par Gallimard, dans la collection Série noire avec le no 1856.

## Analyse
Comme l’indique Michel Lebrun dans son article sur Manchette de l’Encyclopedia Universalis, deux aspects marquants de l’écriture de Manchette sont l’impersonnalité, ou plus exactement, l’appréhension des situations seulement de l’extérieur (que l'on peut appeler une approche behavioriste), ce qui donne l’impression que les différents personnages du milieu ne sont que peu touchés par les vies qui sont sacrifiées (en particulier les personnages qui ne sont pas impliqués dans les assassinats). Le second aspect est l’attention portée aux détails de la vie quotidienne, qui donne un ancrage réaliste fort à ce roman. 
Un autre aspect frappant du roman est la rapidité avec laquelle les situations évoluent, tout particulièrement l'accélération de l'action dans la seconde partie du roman.
La fin, aussi, est surprenante : Terrier reçoit une balle dans la tête dont il ne meurt pas, mais le lecteur découvre qu’il a été manipulé par les services secrets français qui lui font rédiger une autobiographie de tueur à gages, refusée par la hiérarchie. Il prend donc une nouvelle identité, devient serveur, garde quelques séquelles de la balle qu’il a reçue, et fait parfois des cauchemars où son ancienne activité réapparaît, en particulier la position qu'il adoptait de préférence pour exécuter ses missions : celle d'un tireur en position allongée.

## Rééditions
- Carré noir no 562 (1985)
- Le Grand Livre du mois (1985)
- France Loisirs (1988)
- Folio policier no 4 (1998)

## Adaptations

### Au cinéma
- 1982 : Le Choc, film français réalisé par Robin Davis, avec Alain Delon, Catherine Deneuve et Philippe Léotard
- 2015 : The Gunman, film américano-franco-espagnol réalisé par Pierre Morel, avec Sean Penn, Idris Elba et Javier Bardem.

### En roman
- La Position des tireurs couchés, roman policier de Nils Barrellon librement adapté du roman de Jean-Patrick Manchette, Editions Fleur Sauvage, 2017  (ISBN 1094428256)

### En bande dessinée
- La Position du tireur couché, adaptation et dessins de Jacques Tardi, d'après le roman de Jean-Patrick Manchette, Futuropolis, 2010  (ISBN 9782754804295)

## Sources
: document utilisé comme source pour la rédaction de cet article.
- Claude Mesplède (dir.), Dictionnaire des littératures policières, vol. 2 : J - Z, Nantes, Joseph K, coll. « Temps noir », 2007, 1086 p. (ISBN 978-2-910-68645-1, OCLC 315873361) .
- Claude Mesplède, Les années "Série noire" : bibliographie critique d'une collection policière, t. 4 : 1972-1982, Amiens, Encrage, coll. « Travaux » (no 25), 1995, 328 p. (ISBN 978-2-906-38963-2) .